# Knippbjörnbär
Knippbjörnbär (Rubus fasciculatus) är en rosväxtart som beskrevs av P. J. Müll.. Enligt Catalogue of Life ingår Knippbjörnbär i släktet rubusar och familjen rosväxter, men enligt Dyntaxa är tillhörigheten istället släktet rubusar och familjen rosväxter. Arten är reproducerande i Sverige. Utöver nominatformen finns också underarten R. f. tomentosus.